# Космонавт Георгий Добровольский (судно)
«Космонавт Георгий Добровольский» — теплоход, научно-исследовательское судно СКИ ОМЭР АН СССР (Службы Космических Исследований Отдела Морских Экспедиционных Работ Академии Наук СССР).
Входило в группу однотипных судов СКИ ОМЭР АН СССР проекта 1929 («Селена-М»), приписанных к порту Ленинград — «Космонавт Владислав Волков», «Космонавт Павел Беляев» и «Космонавт Виктор Пацаев».
Краткое название, употреблявшееся в Службе — НИС КГД.

## Назначение. Задачи
В задачи экспедиционных рейсов судна входил сбор телеметрической информации с космических аппаратов, запускавшихся в СССР, а также обеспечение связи наземных пунктов управления полётами с экипажами космических кораблей и станций.
В течение 1978-91 годов, обеспечивая выполнение программы полётов долговременных обитаемых станций (ДОС) «Салют-6» и «Салют-7» и «Мир» судно выполняло работы с космическими кораблями «Союз», «Союз-Т», «Союз-ТМ», «Прогресс» и транспортных кораблей снабжения (ТКС).
В 1982 году судно к качестве ретранслятора обеспечивало связью группу кораблей в поисково-спасательных работах в Индийском океане, в точке приводнения беспилотного орбитального ракетоплана БОР-4 («Космос-1374») — уменьшенной копии орбитального самолёта «Спираль».
В 1987 году судно участвовало в первом, испытательном запуске тяжёлой ракеты-носителя «Энергия».
В 1988 году, находясь в Тихом океане, судно вместе с КИК «Маршал Неделин» сопровождало полёт многоразового космического корабля «Буран».
Судно выполняло многочисленные работы по т. н. «второму старту» (выводу с промежуточной орбиты на заданную) спутников связи «Радуга», «Горизонт» и т. п., а также всевозможных разведывательных спутников и навигационных спутников ГЛОНАСС.

## История
- 1968 год — построено на судостроительном заводе имени А. А. Жданова в Ленинграде как лесовоз «Назар Губин» (типа «Вытегралес», проект 596, заводской № 970).
- 1978 год — переоборудовано в научно-исследовательское судно по проекту «Селена-М» (проект 1929, ЦКБ «Балтсудопроект», главный конструктор Б. П. Ардашев). Заводской № 683. Названо в честь космонавта Г. Т. Добровольского.
- 14 октября 1978 г. — вышло в первый экспедиционный рейс
- С 1978 по 1991 год — совершило 14 экспедиционных рейсов и 3 — коммерческих (в 1992 и 1993 годах).
- 1995 год — распоряжением Правительства РФ от 03.06.1995 N 769-р передано из Министерства обороны России в Российское Космическое Агентство.
- 1999 год — на судно установлена аппаратура, необходимая для работ по проекту «Морской старт» (Sea Launch), начата подготовка к выходу в рейс. Но он не состоялся
- 2005 год — продано на слом. Под именем «Cosmos» в марте 2006 года пришло в Аланг (Индия), где и было разобрано.[1]

## Экипаж и экспедиция

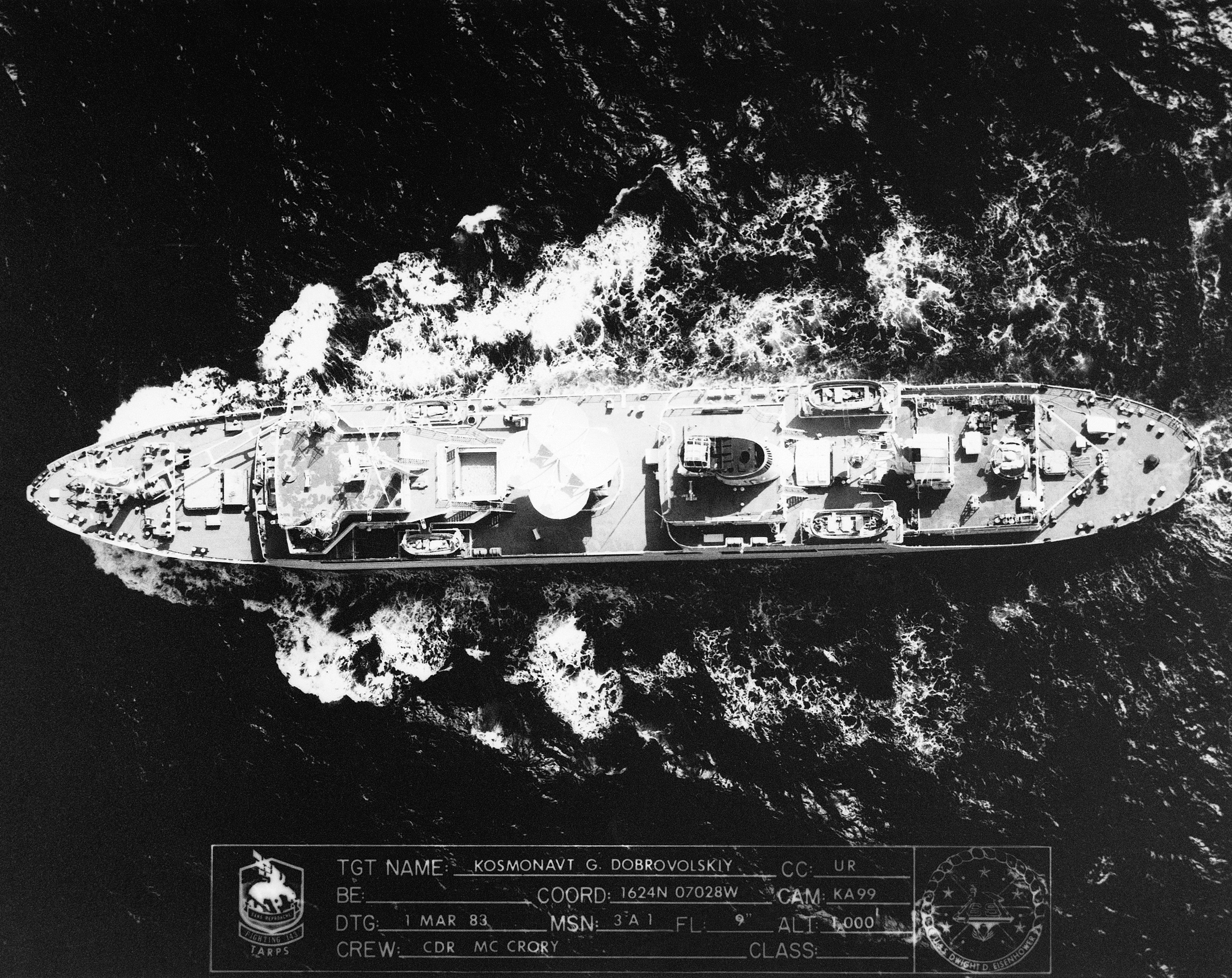
НИС «Космонавт Георгий Добровольский» с самолёта ВМС США

Экипаж, обслуживавший НИС «Космонавт Георгий Добровольский», формировался в Балтийском морском пароходстве из моряков и офицеров гражданского морского флота. Численность экипажа — 60-65 человек. Капитанами судна в экспедиционных рейсах были Эммануил Николаевич Троицкий (первые 9 рейсов), Кулешов Виктор Александрович, Митропольский Роман Николаевич и Синицын Вадим Николаевич.
Персонал, осуществлявший работы по космическим объектам и обслуживание радиотехнических средств, формировался как из офицеров Советской армии, так и из гражданских служащих, уже имевших опыт работы на наземных измерительных пунктах или на других судах Службы Космических исследований. Численность экспедиции — до 70 человек. Начальниками экспедиции были Поздняков Илья Никитович (первые пять рейсов), Выдранков Алексей Иванович, Серпиков Сергей Викторович.
Организационная структура экспедиции — управление, отдел телеметрии, отдел связи.

## Технические средства
Название комплекса радиотехнических средств, установленных на борту судна — «Селена-М». Комплекс состоял из систем, предназначенных для приёма и обработки телеметрической информации, систем УКВ и спутниковой связи, оборудования Системы Единого Времени и навигационной аппаратуры.
В систему приёма и обработки телеметрической информации входили:
- комплекс МА-9МКТМ-4К в составе главной антенны СМ-244 «Ромашка», станции приёма ТУ-544, радиотелеметрической станции УРТС-2
- телеметрическая станция измерения быстроменяющихся параметров БРС-4
- система телеметрических измерений — СТИ
- ЭВМ «Минск-32»
- комплекс «Надир-1929» — гирокомпасы стабилизации главной и спутниковой антенн

Системы связи включали в себя:
- приёмо-передающий комплекс «Аврора-К», обеспечивавший телефонную УКВ связь с экипажами космических аппаратов
- станция спутниковой связи «Сургут-ПК»
- антенный комплекс «Жемчуг-МК»
- приемо-передающий комплекс СМК
- приемо-передающий комплекс голосовой и телеграфной связи «Сапфир»
- приёмно-передающий комплекс КВ-связи, состоящий из передатчиков Р-652 «Щука» и приёмников Р-678-Н «Брусника»

Привязку к сигналам Системы Единого Времени осуществляла станция «Кипарис-К».
Позиционирование судна осуществлялось при помощи спутниковых радионавигационных систем АДК-3М и «Штырь-2М».

## Условия жизни и работы на судне
Рейсы на научно-исследовательских судах СКИ ОМЭР не были лёгкой прогулкой.
Сеансы работы с космическими аппаратами могли происходить в любое время дня и ночи, независимо от погодных условий и волнения на море. Работа требовала от людей высокой концентрации внимания и выносливости. От них зависели результаты работы всего комплекса слежения и управления космическим аппаратами — и морского, и наземного базирования. За 6 — 9 месяцев рейса у людей может накапливаться психологическая усталость.
Чтобы избежать её, на судне создавались условия для полноценного, насколько это возможно, отдыха. В спортзале регулярно проходили спортивные соревнования по баскетболу, волейболу и мини-футболу. В качестве игроков и болельщиков в них принимали участие все — и члены экипажа, и члены экспедиции. В салоне отдыха и на верхней палубе, под антенной, собирались любители настольных игр. Во время длительных стоянок в точках работы, в перерывах между сеансами массовым развлечением становилась рыбалка, а поблизости от берега — сбор раковин и кораллов. На судне существовала библиотека, кинозал. Бассейн и шезлонги на палубе были любимым местом отдыха.
Экипаж и экспедиция размещались в одно- и двухместных каютах. Система кондиционирования обеспечивала приемлемую температуру и влажность в помещениях. Обстановка кают скромная: двухъярусная койка, диван, стол, стул, книжная полка, шкаф, умывальник.
Судно регулярно, примерно раз в месяц, совершало заход в какой-либо из портов для пополнения продовольствия, воды и топлива. В такие дни людям предоставлялась возможность выхода на берег для прогулок и покупок, организовывались экскурсии, посещения пляжей, парков и другие подобные развлечения. Учитывая, что суда СКИ ОМЭР выходили в рейсы под легендой принадлежности Академии наук СССР, военные, входившие в состав экспедиции, носили гражданскую одежду как на судне, так и в портах захода.

## Районы работы

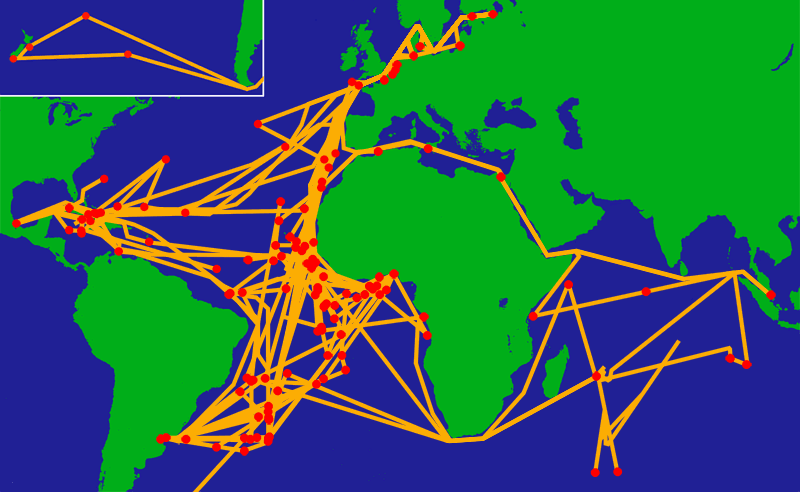
Все 14 рейсов НИС «Космонавт Георгий Добровольский» — маршруты, порты заходов и точки работы

Основной район работы НИС КГД — Атлантический океан, у западных берегов Африки, в Гвинейском заливе и у берегов Кубы. Эти районы определялись тем, что именно над ними происходили манёвры обитаемых космических аппаратов при расстыковке и спуске с орбиты, а также «второй старт» спутников связи и межпланетных станций.
Судно работало также в Индийском и Тихом океанах.
За 14 экспедиционных рейсов судно прошло около 460 тысяч морских миль и посетило множество портов. Наиболее часто посещавшиеся порты: Лас-Пальмас (Канарские о-ва, Испания), Гавана (Куба), Дакар (Сенегал), Монтевидео (Уругвай), Виллемстад (Антильские о-ва, Нидерланды), Веракрус (Мексика), Роттердам и Амстердам (Нидерланды), Порт-Луи (о. Маврикий).

## Видео
- Подъём вымпела АН СССР на НИС"Космонавт Георгий Добровольский". «Новости дня», 1978, № 29
- «Новые корабли космического флота», ЦКБ «Балтсудопроект», 1979. О проекте 1929 («Селена-М»), съёмки на НИС КГД.